# Myxilla dendyi
Myxilla dendyi är en svampdjursart som beskrevs av Burton 1959. Myxilla dendyi ingår i släktet Myxilla och familjen Myxillidae.
Artens utbredningsområde är havet utanför Jemen. Inga underarter finns listade i Catalogue of Life.